# John Barrett (Eishockeyspieler)
John David Barrett (* 1. Juli 1958 in Ottawa, Ontario) ist ein ehemaliger kanadischer Eishockeyspieler, der im Verlauf seiner aktiven Karriere zwischen 1976 und 1987 unter anderem 504 Spiele für die Detroit Red Wings, Washington Capitals und Minnesota North Stars in der National Hockey League auf der Position des Verteidigers bestritten hat. Den größten Erfolg seiner Karriere feierte Barrett während seiner Rookiesaison in Diensten der Kalamazoo Wings aus der International Hockey League mit dem Gewinn des Turner Cups. Sein acht Jahre älterer Bruder Fred war ebenfalls professioneller Eishockeyspieler und 13 Jahre in der NHL aktiv.

## Karriere
Barrett, der in der kanadischen Hauptstadt Ottawa geboren wurde, verbrachte einen Teil seiner Juniorenzeit zunächst bei den Gloucester Rangers, bevor er in die höherklassig angesiedelte Ontario Major Junior Hockey League wechselte. Dort war er zwischen 1976 und 1978 für die Windsor Spitfires aktiv. Während seiner zwei Jahre beim Team absolvierte der Verteidiger insgesamt 145 Partien und erzielte dabei 55 Scorerpunkte. Nachdem er im NHL Amateur Draft 1978 in der achten Runde an 129. Position von den Detroit Red Wings aus der National Hockey League ausgewählt worden war, verließ der 20-Jährige das Juniorenlager und wechselte in den Profibereich.
Dort wurde der Verteidiger seitens der Detroit Red Wings die folgenden eineinhalb Jahre in der International Hockey League eingesetzt. Der Abwehrspieler lief zunächst in 42 Spielen für die Milwaukee Admirals auf, bevor er innerhalb der Liga zu den Kalamazoo Wings wechselte. Mit dem Team gewann er am Ende seines Rookiejahres den Turner Cup, die Meisterschaftstrophäe der IHL. Auch den Beginn der Spielzeit 1979/80 verbrachte Barrett bei den Kalamazoo Wings, ehe er in die American Hockey League zu den Adirondack Red Wings beordert wurde. Dort verblieb der Defensivspieler bis Ende Januar 1980, bis die Berufung ins NHL-Aufgebot der Detroit Red Wings erfolgte. In den folgenden Wochen etablierte sich der Kanadier im Kader Detroits und absolvierte bis zum Ende des Spieljahres 56 Partien. Dabei erreichte er 13 Scorerpunkte. Diesen Wert bestätigte er in den folgenden drei Jahren. In der Spielzeit 1984/85 stellte er mit 25 Punkten einen persönlichen Rekord auf, bevor gegen Ende der folgenden Saison das Franchise verließ.
Gemeinsam mit Greg Smith wurde Barrett im März 1986 in die US-amerikanische Hauptstadt zu den Washington Capitals transferiert, während die Red Wings im Gegenzug Darren Veitch erhielten. Er beendete die Saison bei den Capitals und bestritt bis zum Januar 1987 55 weitere Spiele für das Team. Den Rest der Saison und auch große Teile der folgenden fiel er aufgrund eines Bruchs der Kniescheibe, der zwischenzeitlich wieder aufgebrochen war, aus. Erst im Februar 1988 kehrte er für Washingtons Kooperationspartner, die Binghamton Whalers, in der AHL, aufs Eis zurück und wurde jedoch anschließend nach fünf Einsätzen zu den Minnesota North Stars transferiert. Die Capitals hatte er nicht von seiner weiteren NHL-Tauglichkeit überzeugen können. Selbiges widerfuhr ihm auch nach dem Transfer nach Minnesota, wo sein Bruder Fred Barrett über zehn Jahre gespielt hatte. Er bestritt lediglich ein Spiel für Minnesota sowie zwei weitere für das Farmteam, die Kalamazoo Wings in der IHL, ehe er seine aktive Karriere aufgrund der zwei Kniescheibenbrüche im Alter von 29 Jahren vorzeitig beenden musste.

## Erfolge und Auszeichnungen
- 1979 Turner-Cup-Gewinn mit den Kalamazoo Wings

## Karrierestatistik
(Legende zur Spielerstatistik: Sp oder GP = absolvierte Spiele; T oder G = erzielte Tore; V oder A = erzielte Assists; Pkt oder Pts = erzielte Scorerpunkte; SM oder PIM = erhaltene Strafminuten; +/− = Plus/Minus-Bilanz; PP = erzielte Überzahltore; SH = erzielte Unterzahltore; GW = erzielte Siegtore; 1 Play-downs/Relegation; Kursiv: Statistik nicht vollständig)